# Bujoru, Hunedoara
Bujoru este un sat în comuna Dobra din județul Hunedoara, Transilvania, România.

## Imagini

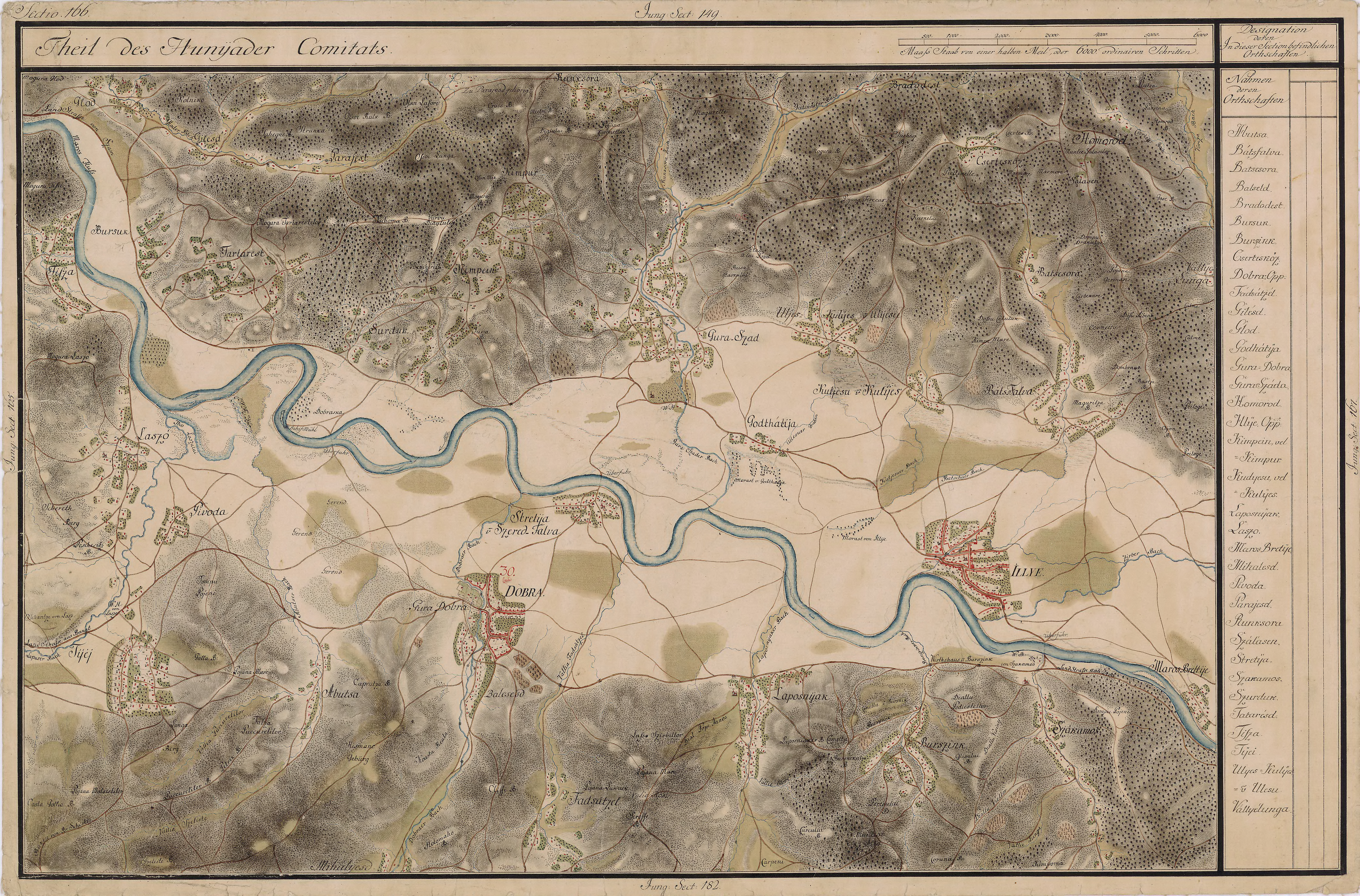
Bujoru în Harta Iosefină a Transilvaniei, 1769-1773
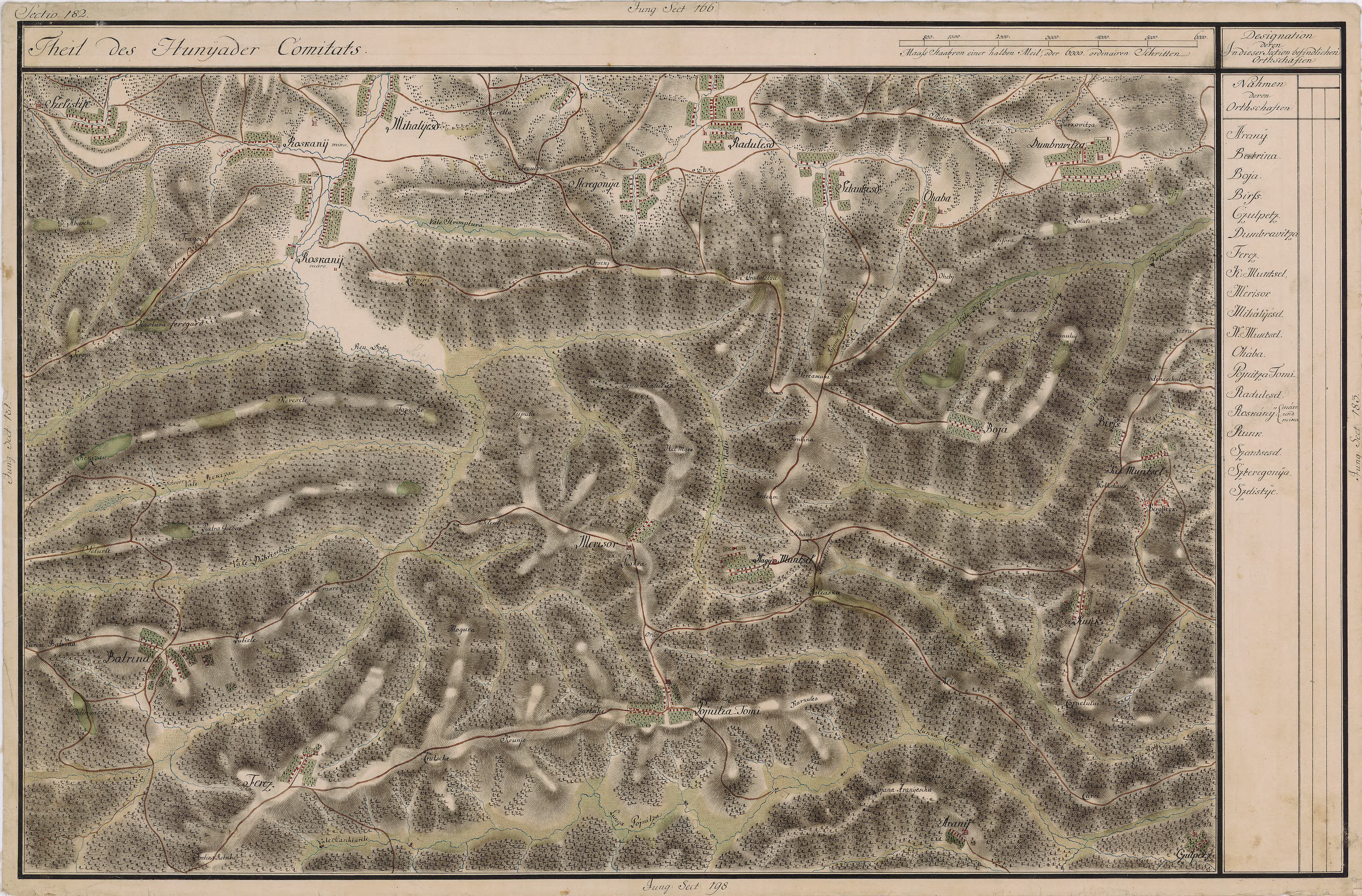
Bujoru în Harta Iosefină a Transilvaniei, 1769-1773